# Adriaterhavet
Adriaterhavet er den del af Middelhavet, som ligger mellem den italienske halvø og Balkanhalvøen. Navnet stammer fra den romerske by Adria.
Vestkysten er italiensk, og mod øst har Slovenien, Kroatien, Bosnien-Hercegovina, Montenegro og Albanien kyststrækninger langs Adriaterhavet.
Areal: 160.000 km².